# ラーメン魁力屋
京都北白川ラーメン魁力屋（ラーメンかいりきや）は、京都府京都市中京区に本社を置く株式会社魁力屋が展開するラーメンチェーン店。
京阪神以外に関東・東北・東海・沖縄に進店している他、大手コンビニエンスストアチェーンにてコラボレーション商品を販売している。

## 沿革
- 2003年2月 - 有限会社マルフジフーズとして設立。
- 時期不明 - 滋賀県大津市近江大橋付近に1号店開店(北白川店開店後閉店)
- 2005年
  - 6月 - 創業者・藤田宗[8]が「ラーメン魁力屋[9]」を京都府京都市左京区一乗寺に北白川店開店。(後に滋賀大津店閉店後本店へ)その後、「京都北白川ラーメン魁力屋」の屋号でチェーン展開[9]。
  - 7月 - 株式会社へ改組。
- 2009年
  - 9月 - 株式会社魁力屋へ商号変更。
  - 12月 - 関東地域の1号店を神奈川県横浜市都筑区に開店。
- 2010年7月 - 本社を北区に移転。
- 2010年12月 - 関東事業本部を神奈川県横浜市青葉区に設立する。
- 2012年4月月 - 東北地域の1号店を宮城県名取市に開店。
- 2013年11月 - 東海地域の1号店を三重県員弁郡東員町に開店。
- 2015年4月 - 沖縄地域の1号店を沖縄県中頭郡北中城村に開店。
- 2016年8月 - 本社を中京区に移転。
- 2019年 - 新業態としてとんかつ屋「京都かつりき」オープン[10]。
- 2023年12月 - 東京証券取引所スタンダード市場へ株式を上場。
- 2025年6月3日 - グランキュイジーヌを子会社にした[11]。

## 特徴

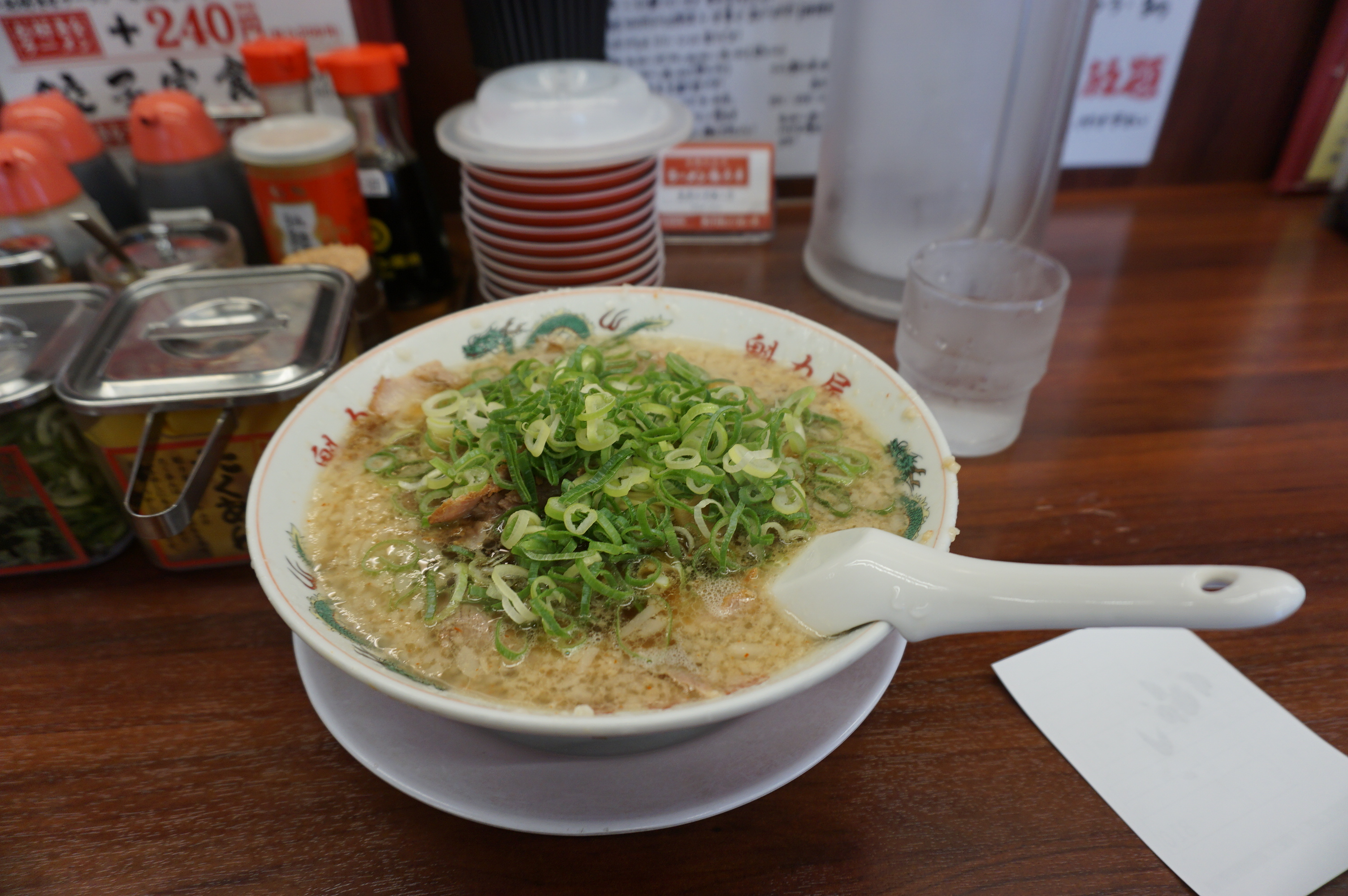
魁力屋のラーメン

「京都背脂醤油ラーメン」を標榜する京都ラーメンの一種で、チャッチャ系などとも称される。醤油味の鶏ガラスープに背脂を入れて低加水中細麺を用いる。
同じメニューであっても地域によって異なる値段で提供するという珍しい価格制度を採用している。A版地域、B版地域、C版地域と3つのエリア分けがなされており、A版地域はB版地域以外、B版地域は東京都（渋谷宮益坂店以外）・神奈川県・千葉県・埼玉県の南関東全域と沖縄県の各店舗、C版地域は東京都の渋谷宮益坂店となっている。A版地域よりもB版地域の方が高い価格で提供され、B版地域よりもC版地域（渋谷宮益坂店）の方が高い価格で提供されている。

## 出店地域
京都府・大阪府・兵庫県・奈良県・三重県・岐阜県・愛知県・静岡県・神奈川県・東京都・千葉県・埼玉県・宮城県・広島県・沖縄県。過去に滋賀県に店舗が存在した。2022年3月22日現在、113店舗。
開業当初は主に駐車場を完備したロードサイド店舗を出店していたが、その後はフードコート店舗も多く出店している。
海外展開については、2025年8月に台湾（台南市）へ1号店の出店を計画しており、他の東南アジアでFC展開も計画している。

## 関連書籍
- 藤田宗 『一杯のラーメンで世界中を笑顔にしたい!!』 コスモトゥーワン、2017年11月30日、ISBN 4877953531